# Крочефиески
Крочефиѐски (на италиански: Crocefieschi; на лигурски: Cröxe, Кроже) е село и община в Северна Италия, провинция Генуа, регион Лигурия. Разположено е на 742 m надморска височина. Населението на общината е 558 души (към 2011 г.).